# ユアーズホテルフクイ
ユアーズホテルフクイ（英: Yours Hotel Fukui）は、福井県福井市にあるシティホテル、ならびにこれを運営する企業（株式会社ユアーズホテルフクイ）である。

## 概要
1979年（昭和54年）に開業。宴会場やレストラン、バーを備えたシティーホテルとして地域に親しまれてきた。
2020年（令和2年）4月半ばからは新型コロナウィルス対応のため休業、5月21日からレストラン部門の営業を再開したが、宿泊部門は休業のまま閉館となる。
跡地一帯は再開発ビルが建設され、2023年春を目途に「コートヤード・バイ・マリオット福井」になる。このホテルはユアーズホテルフクイがマリオット社に運営を委託する契約で、ブランドを生かした誘客が期待されている。

## 沿革
- 1977年（昭和52年）12月 - 運営会社の株式会社ユアーズホテルフクイ設立。
- 1979年（昭和54年）5月 - ホテル開業。
- 2020年（令和2年）
  - 5月31日 - 営業終了[1]。
  - 10月1日 - 株式会社ユアーズホテルフクイが藤田観光とフランチャイズ契約を結び、藤田観光グループが運営していた「ホテルフジタ福井」の営業を引き継ぐ[2]。
- 2024年（令和6年）3月16日 - コートヤード・バイ・マリオット福井 として開業[1]。